# Charles Pinckney (Politiker, 1757)

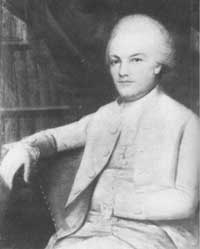
Charles Pinckney

Charles Pinckney (* 26. Oktober 1757 in Charleston, Province of South Carolina; † 29. Oktober 1824 ebenda) war ein Sklavenhalter und US-amerikanischer Politiker und mehrfacher Gouverneur des Bundesstaates South Carolina, den er auch im Kongress der Vereinigten Staaten vertrat.

## Frühe Jahre und politischer Aufstieg
Pinckney war der Sohn von Charles Pinckney, einem reichen Anwalt und Plantagenbesitzer und von Frances Brewton (* 1733). Er genoss eine private Schulausbildung und studierte anschließend Jura bei seinem Vater. Im Jahr 1779 wurde er als Anwalt zugelassen. Er kämpfte im Unabhängigkeitskrieg und geriet von 1780 bis 1781 in britische Gefangenschaft. Zwischen 1779 und 1814 war Pinckney mehrfach Abgeordneter im Repräsentantenhaus von South Carolina. 1784 bis 1787 nahm er als Delegierter am Kontinentalkongress teil. 1787 war er Delegierter für South Carolina im Verfassungskonvent in Philadelphia, wo er einen eigenen Verfassungsentwurf vorlegte, den Pinckney-Plan. Pinckney zählt zu den Mitunterzeichnern der Verfassung der Vereinigten Staaten. Er war auch Mitglied der Legislative in South Carolina, die diese Verfassung ratifizierte. 1790 war er Vorsitzender einer Kommission, die die Verfassung von South Carolina überarbeiten sollte. In den folgenden Jahren war er dreimal jeweils für zwei Jahre Gouverneur seines Heimatstaates.

## Gouverneur von South Carolina
Seine erste Amtszeit begann am 26. Januar 1789 und endete am 5. Dezember 1792. Er übernahm das Amt von seinem Cousin Thomas Pinckney. In dieser Zeit wurden die Regierungsunterlagen von der alten Hauptstadt Charleston nach Columbia, die neue Hauptstadt, gebracht. 1790 wurden die ersten zehn Zusätze zur US-Verfassung, die so genannte Bill of Rights, von South Carolina ratifiziert. Im gleichen Jahr wurde die Verfassung geändert und die Legislaturperiode eines Gouverneurs auf zwei Jahre begrenzt. Eine direkte Wiederwahl war nicht möglich. Im Februar 1791 wurde das Erstgeburtsrecht in South Carolina abgeschafft.
Pinckneys zweite Amtszeit begann am 1. Dezember 1796 und endete am 6. Dezember 1798. In dieser Zeit vermachte ein gewisser Dr. Howe der landwirtschaftlichen Gesellschaft South Carolinas sein Anwesen mit der Auflage, eine landwirtschaftliche Schule für arme Kinder zu gründen. Daraus entstand die heute noch existierende „John de La Howe School“. In dieser Zeit überwarf sich Pinckney mit der Föderalistischen Partei und wurde zu einem Anhänger von Thomas Jefferson. Hintergrund der Streitigkeiten war ein Gegensatz zwischen der Bevölkerung im Osten des Landes und der im Westen. Im Osten wohnten vor allem die großen Plantagenbesitzer, der Westen wurde von ärmeren Menschen bewohnt, die politisch weniger Macht und Einfluss hatten. Pinckney gehörte zu den Plantagenbesitzern im Osten und besaß zwischen 200 und 300 Sklaven; trotzdem unterstützte er die politische Forderungen des Westens. Damit stieß er seine alten Parteifreunde vor den Kopf. Seine dritte Amtszeit, in die er als Anhänger von Thomas Jefferson gewählt wurde, begann im Dezember 1806 und endete im gleichen Monat des Jahres 1808. In dieser Zeit setzte er sich noch mehr für die Belange der so genannten „Hinterwäldler“ (Back country Men) ein. Er forderte das Wahlrecht für alle weißen Männer und eine bessere politische Repräsentation dieser Gruppe.

## US-Senator
Nach dem Ende seiner zweiten Amtszeit im Jahr 1798 wurde Pinckney als Democratic Republican in den US-Senat gewählt. Dort verblieb er bis 1801. Jefferson belohnte ihn für seine Unterstützung, indem er ihn zum Botschafter in Spanien ernannte. Dort war er von 1801 bis 1805. In Madrid unternahm er einen erfolglosen Versuch, die Spanier zur Abtretung ihrer Kolonie Florida an die USA zu bewegen. Von 1806 bis 1808 war er erneut Gouverneur von South Carolina. Zwischen 1810 und 1814 war er Abgeordneter im Parlament seines Heimatstaates. Sein letztes politisches Amt trat er 1819 als Abgeordneter im Repräsentantenhaus der Vereinigten Staaten an. Dieses Mandat behielt er bis 1821. Danach zog er sich aus der Politik zurück. Er praktizierte als Anwalt und starb 1824. Bei seinem Tode ließ er seine Sklaven Primus, Cate, Betty und Dinah, sowie die Kinder von Dinah frei.